# Ali Baba ve Kırk Haramiler
Ali Baba ve Kırk Haramiler (en turc: Alí Babà i els quaranta lladres) és una òpera composta per Selman Ada sobre un llibret de Tarık Günersel. El llibret es va basar amb Alí Babà i els quaranta lladres de Les mil i una nits. Estrenada a Turquia, a Ankara, el 1991, la obra ha estat representada en totes les òperes estatals de Turquia, i també va ser posada en escena a Nova York, en anglès, el 2008-2009 i a l'Òpera de Wuppertal el 2012. El 2015 va ser posada a escena a l'Òpera estatal d'Antalya amb el nom d'Ali Baba ve 40.
Hi ha també una versió infantil anomenada Ali Baba ve 40 Haramiler, composta per Taner Akyol i estrenada a la Komik Opera de Berlín el 2012. El llibret d'aquesta òpera bilingüe turco-alemanya va ser escrita per Çetin İpekkaya i Marietta Rohrer-İpekkaya.